# Coordinadora d'Entitats Pro Persones amb Disminució del Districte de les Corts
Coordinadora d'Entitats Pro Persones amb Disminució del Districte de les Corts és una organització sense ànim de lucre que està integrada per tres escoles d'educació especial: l'Associació Esclat (que atén nens i nenes amb paràlisi cerebral), l'Associació de Mares i Pares d'Alumnes de d'Escola Moragas (que atén
nens i nenes disminuïts psíquics) i l'Associació de Pares d'alumnes del Col·legi Paideia (que fomenta la formació i integració de disminuïts psíquics).
L'any 2001 es van consolidar com a coordinadora per tal d'unificar els seus esforços a fi i efecte de promoure i posar en marxa nous serveis al Districte de les Corts adreçats a les persones amb discapacitat intel·lectual, física i/o sensorial. L'estiu del 2003 va signar un conveni amb Ajuntament de Barcelona i Generalitat de Catalunya per a crear un Nou Centre Ocupacional de les Corts al carrer Montnegre–Entença per a promoure l'ocupació i donar eines de treball a persones que pateixen alguna discapacitat. El 2003 va rebre la Medalla d'Honor de Barcelona.